# Aloencyrtus ingens
Aloencyrtus ingens är en stekelart som först beskrevs av Annecke 1964.  Aloencyrtus ingens ingår i släktet Aloencyrtus och familjen sköldlussteklar. Inga underarter finns listade i Catalogue of Life.